# 甘杰穆拉达巴德
甘杰穆拉达巴德（Ganj Muradabad），是印度北方邦Unnao县的一个城镇。总人口9377（2001年）。

## 人口
该地2001年总人口9377人，其中男性4958人，女性4419人；0—6岁人口1677人，其中男890人，女787人；识字率38.13%，其中男性为44.31%，女性为31.18%。